# Sant Pere Cercada
Sant Pere Cercada es una entidad de población española del municipio gerundense de Santa Coloma de Farners, en la comunidad autónoma de Cataluña.

## Historia
A mediados del siglo XIX, el lugar contaba con 14 casas y una población censada de 70 habitantes. La localidad aparece descrita en el sexto volumen del Diccionario geográfico-estadístico-histórico de España y sus posesiones de Ultramar de Pascual Madoz de la siguiente manera:

CERCADA (San Pedro de): l. en la prov. y dióc. de Gerona (4 leg.), part. jud. de Sta. Coloma de Farnes (1), aud. terr., c. g. de Barcelona (12) y ayunt. de Castañet (1): sit. en el feudo de un valle muy angosto, circuido de montes de bastante elevacion, que le resguardan de los vientos escepto de los del O. que le combaten; su clima es templado y sano, y las enfermedades mas comunes son pulmonías y catarros. Tiene 14 casas, una igl. parr. (San Pedro), servida por un cura de ingreso: esta igl. y la casa rectoral están contiguas, formando un edificio que fue ant. conv. de canónigos regulares de San Agustin, de los cuales existen aun las lujosas sillas de nogal en el coro. En 1703 se unieron estos religiosos por la autoridad pontificia al conv. de Agustinos de la Seo de Urgel, y uno de ellos ejercía en este pueblo las funciones de párroco, basta la estincion de los regulares es 1835. A espaldas del templo se halla un reducido cementerio cercado de ant. paredones. El térm. confina N. San Miguel de Cladells; E. Sta. Coloma de Parnés y La Esparra; S. este y San Feliu de Buxalem, y O. el mismo y Juanet; se estiende 1 leg. de N. á S., y 1 1/2 de E. á O.; en él se encuentran algunas fuentes de buenas aguas para el surtido y uso común del vecindario. El terreno participa de monte y llano; es de inferior calidad; sus montes están poblados de pinos, madroños, castaños, robles, encinas y alcornoques; le fertiliza un arrroyo conocido por riera de San Pere, que nacen en tierras del manso Formiga; cruza todo el térm. y el de la Esparra, y confluye con la riera de Sta. Coloma de Farnés. Los caminos son locales y se hallan intransitables. El correo lo recogen los interesados en la v. cabeza del part. prod.: centeno, maiz, patatas, mijo y fajol; cría ganado vacuno y lanar, y caza de conejos, liebres y algun jabalí. pobl.: 14 vec., 70 almas.
(Madoz, 1847, p. 319)

En 2022 la localidad, perteneciente al municipio de Santa Coloma de Farners, tenía una población censada de 10 habitantes.